# مسجد سحاب الكبير
مسجد سحاب الكبير هو مسجد أنشئ في إحدى مدن المملكة الأردنية الهاشمية، ويُعد ثالث أكبر مسجد بها. المسجد أُنشئ على نفقة أهالي هذه المدينة، حيثُ سارع الكثير إلى التبرع المادي والعيني لإتمام بناؤه، وهو المقام على أرض مَسجدٍ قديم. وقد قُدِرت تكاليف إنشاء بناء ذلك المسجد بحوالي أربعة ملايين دينار أردني.